# Sinclair Hood
Pour les articles homonymes, voir Hood.
Martin Sinclair Frankland Hood, né le 31 janvier 1917 et mort le 18 janvier 2021, est un archéologue irlandais. 

## Biographie
Directeur de la British School of Archaeology à Athènes de 1954 à 1962 il conduisit les fouilles sur le site de Cnossos de 1957 à 1961,.
Il est né à Queenstown en Irlande le 31 janvier 1917. Son père était lieutenant dans la Royal Navy. Sa tante était l'archéologue Grace Mary Crowfoot. 
Il reçut sa maitrise des Arts du collège Magdalen à Oxford en 1939. Pendant la Seconde guerre mondiale il servit comme objecteur de conscience dans la défense civile britannique. Après la guerre, en 1947, il fut diplômé d'archéologie préhistorique à l'université de Londres. Ensuite il travailla à la British School of Archaeology à Athènes ou il fut d'abord directeur assistant de 1949 à 1951 avant d'en prendre la direction de 1954 à 1962. Il travailla ensuite au British Institute of Archaeology à Ankara. Bien qu'il prit part à des fouilles en Angleterre (Dorchester, Oxford, Comton, Southwark), en Palestine et en Crète, la plupart de ses travaux eurent lieu en Grèce et en Turquie.